# Psychotria killipii
Psychotria killipii är en måreväxtart som beskrevs av Paul Carpenter Standley. Psychotria killipii ingår i släktet Psychotria och familjen måreväxter. Inga underarter finns listade i Catalogue of Life.